# 甜心战士F

电视动画《甜心战士F》片尾的下集预告Logo。

《甜心战士F》（キューティーハニーF）是永井豪担当原作及原案，由饭坂友佳子来翻案而编绘的动作类少女漫画，之后被东映动画给TV动画化。1997年2月至1998年1月为止，朝日电视台放送了《甜心战士F》的动画，为《美少女战士Sailor Stars》的后番组而制作播出。

## 本作概要
本作的如月甜心设定为如月博士发明的空中元素固定装置而诞生的人工新生命体。动画版的最后一集，甜心与青儿的亲生女儿也登场了。还有另外一个甜心“夜雾甜心（神秘甜心）”也在本作中登场。
这个作品的原作者是永井豪，但是本作实际上的原作者是以少女漫画的风格来翻案改编的饭坂友佳子，当初企划时就预约饭坂友佳子来把动画给漫画化的，而前作曾於1975年時在麗的電視中文台播出。
动画后期登场的女性科学家角色由《甜心战士》初代的甜心配音员增山江威子来客串。
本作与第一作对比，更接近于少女动画，由于前番组的《美少女战士》播出后大受好评而把本作制作得如同《美少女战士》一样类型的动画。本作与《甜心战士》的原作与动画第一作的内容等要素大有差异，本作把原作与动画第一作中没有恋爱、近亲憎恶、三角关系以及结婚生子等的要素增加了，而該作品於日本播放時，香港無線電視正播放《美少女戰士》第四部分。
根据万代的询问调查，以1997年“喜欢的登场人物”投票做选举，本作获得第一位。
10月以后的星期六从18点30分开始关西地区的播放时间提前，临时做了节目的调整，大概要一年后播放结束。把下一节目的《动画周刊DX！发布》给替换了。
在朝日放送把播出时间做了调整的同时，提供信用时的BGM也被废止了。

## 故事
第一部　1集-13集（试练篇）
在甜心的生日那天，父亲被黑豹组织的爪牙所抓走。
以黄昏的王子作为引导、使用空中元素固定装置的力量去与黑豹作战，救出父亲。
第二部　14集-23集（命运篇）
命运的大门敞开了。甜心将与双子妹妹圣罗的战斗即将开始了。
黄昏的王子知道可以利用圣罗来唤醒甜心的真正力量。
第三部　24集-39集（觉醒篇）
羚角小姐再次复活、率领世界中的黑豹怪人向甜心袭来。
向朋友坦白自己就是甜心战士，在大家面前变身也不会有任何的介意。
最终将与黑豹索拉作最后的决战。

## 登场人物
- 如月甜心／甜心战士

（声：永野爱）
生日是1981年2月8日，血型是AB型，身高155cm，诞生花是小苍兰。就读圣查贝尔学园的16岁美少女。是如月博士所发明的“空中元素固定装置”而诞生的人工新生命体。由于博士的爱把她作为人类而养育。在人间时头发为金色的长发，变身成甜心战士后头发为桃红色的短发。甜心的体育是万能的，课外社团活动击为击剑部所属，是全学园学生的偶像，女学生们都非常仰慕她，并称呼她为“姐姐大人”。她可借助空中元素固定装置的力量变身为七种形态的人物，口呼变身口号“甜心闪光！”将随心所欲变化成各种姿态以及基本的七变化。甜心战士是七变化中的特殊战斗形态，甜心的七变化总共是擅长驾驶高速摩托的“飓风甜心”，白衣天使的“护士甜心”，操纵照相机的“摄影甜心”，美女歌手的“舞台甜心”，负责招待客人的“接待甜心”以及优雅的“新娘甜心”，还有女战士身姿的“甜心战士”。本作中与原作同样除七变化外，还可以随情况而随心所欲变身为各种各样的形态来作战。
甜心战士的力量随故事的发展而演变得更强，危机也随故事的发展而增加了。也有经常被妹妹圣罗的袭击所负伤，根据黄昏的王子的阴谋与圣罗作战斗而使自己出生的秘密被揭露。在23集中，在与黄昏的王子战斗而败在他手下，在临死之际，死亡的圣罗遗留下的空中元素固定装置与自身的空中元素固定装置融合，再加上圣罗与父亲的爱，大大增幅了战斗力量，以二段变身成为“处女甜心”而击败了黄昏的王子（原作漫画的台词中并没有提及到处女甜心这个称呼）。35集中空中元素固定装置的真正力量完全觉醒，这个强大的力量非常可怕，导致甜心无法变身战斗了，可是为了保护朋友们战胜黑暗，又再次能变身成为甜心战士了。决战胜利的3年后，育有一女。甜心战士的决斗台词为“持有爱之光的少女！甜心战士！将改变你的人生哦！”。印象颜色是红色。
甜心战士的空中元素固定装置
甜心身体里内藏有含苞未放的小苍兰花（空中元素固定装置的未激活状态）。父亲被抓走之时，黄昏的王子把能引导激活空中元素固定装置的项圈与戒指交给了甜心。甜心带上项圈和戒指，体内的花苞开放了，变成了被一颗心形水晶包裹着的花朵。
甜心飞镖
甜心战士的远程攻击型暗杀武器。左手腕佩带的手镯上的心形饰物飞出，变化为回力镖攻击对手。多为牵制技使用。
此技把黑豹战斗员一扫消灭的使用率比较频繁。
飞镖被黑豹怪人击落的事也很多，口红箭矢登场后此武器被替换使用。
白银花剑
甜心战士的近战使用武器。变身成为甜心战士之后一直为右手所持。剑柄的中心呈粉红色的爱心形。
施展必杀技的必要武器。在与黄昏的王子战斗时曾被斩断或击碎。
甜心闪电火光
甜心战士的必杀技。操纵白银花剑在对手身上划出红色F字样的标记，引爆对手。
此技也有被避开的事，说明命中率不太理想。
在变身为处女甜心之后，此技就再没用过了。
治愈能力
并不是在每次战斗中都可以使用的特殊能力。在甜心战士身负重伤而不服输的情况下，空中元素固定装置将治愈甜心战士的外伤，精神上的伤害是不能治疗的。
在空中元素固定装置觉醒后，连别人的外伤也能够治愈。
- 处女甜心

圣罗遗留的空中元素固定装置与甜心的空中元素固定装置融合，使甜心战士的力量得到大大增幅，为甜心战士二段变身后的姿态。战斗服装因力量升级也改变了，把甜心战士的战斗装为基照，把夜雾甜心的装备也加了上去。（胸部的战服图案以方钻形展开，项圈后增加了两条白色的长缎带等。）印象颜色是白色。
逐渐袭来的黑豹怪人也慢慢变得强大起来，以甜心战士得形态来战斗将会变得很棘手，所以新的必杀技与武器大大增强了战斗力。甜心战士二段变身为处女甜心之时的登场台词是“为了爱，将少女改变！”。（这个台词与动画第一集的标题相似。）
甜心口红箭矢
处女甜心的狙撃型武器。23集初次使用。之后的甜心战士姿态也可以使用。
火（红焰）·冰（飞雪）·雷（电花）·水（飞溅）变化成箭矢形的攻击，战斗时可分开来射击使用。
甜心处女招待券
处女甜心的必杀技。23集初次使用。之后的甜心战士姿态也可以使用。
操纵白银花剑在对手身上划出彩条V字样的标记，瞬间将对手粉碎。本技持有消灭黑豹组织干部级怪人的威力。（比起甜心闪电火光的威力，本技威力较高。）
冻结能力（原作Part11、动画第38集初登场）
原作是白银花剑对着对手一斩，剑风将产生出大量宝石，封冻住对手。动画是甜心发动空中元素固定装置之力将黑豹索拉完全冰冻而消灭。
- 早见青儿

（声：千叶进步）
为父亲报仇而与黑豹组织对立的私家侦探。在每次见到甜心时，都对甜心抱有特别的感情。在甜心战士与黑豹组织战斗之时，经常协助甜心战士与黑豹组织对抗。在看到被圣罗不理解而放声大哭的甜心战士的表情，闪现出如月甜心的表情。在圣罗的策划下，发现了甜心战士的真实身份，尽管如此，他对甜心的想法完全没有改变。经常做过把脸或双手猛贴在甜心战士胸部这样的经验。与黑豹组织的战斗完全结束后，与甜心结了婚，并同甜心育有一个女儿。
- 秋夏子

（声：大本真基子）
与甜心同宿舍的亲友，经常跟着甜心一起翘课逃出学园去玩。自称担当学园偶像甜心的经纪人。由于对照相机有着浓厚的兴趣，经常在校园里售卖甜心的照片。在原作中黑豹组织因袭击学园而丧命，在本作中却得以生存了下来。
- 叶月圣罗／夜雾甜心

（声：平松晶子／馮美麗（台））
与甜心一样，是从空中元素固定装置中诞生出的人工新生命体，从小在黑豹组织里长大，其实是甜心的双子妹妹，学习与体育都非常得优秀。头发长短与甜心相反，在人间之时头发呈淡堇色的短发，变身后呈深蓝色的长发。圣罗口呼“甜心闪光！”将变身成为夜雾甜心，圣罗并没有像甜心那样可以变身成各种姿态。剑技明显比甜心战士还强，有很多次把甜心击得身负伤痕。她憎恨的心被黑豹组织的邪恶力量所操控，利用空中元素固定装置产生出怪人来。乳房上刺有一枚黑色玫瑰的纹印（憎恨的刻印），是小时候被黑豹索拉强行刺上的刻印，被赋予虚假的记忆而被洗脑，对甜心充满了憎恶。实际上她的空中元素固定装置是个不完全的失败作，不能除夜雾甜心以外的自由变身，由于很多次重复变身而使身体达到界限。由于信赖黄昏的王子，而使黄昏的王子的“利用夜雾甜心的力量将如月博士的甜心战士击败”的目的达成了，之后对与甜心战士战斗的事弃而不顾了。最终与自己的分身·暗黑豹同归于尽，留下了破裂的空中元素固定装置葬身于火海中了。之后圣罗的空中元素固定装置被甜心拾拣，为了增幅力量被使用了。在漫画中圣罗并没有牺牲，在战斗过后的她接受了甜心与父亲，最终与心爱的赛拉成为了恋人。登场台词是“如果你是光的少女，那我就是拥抱憎恨与命运之影的女孩，夜雾甜心！”。印象颜色是蓝色。
2007年的电视剧《甜心战士 THE LIVE》里登场的蓝甜心与白甜心均为叶月圣罗的分饰角色。
白银花剑
与甜心战士同样，右手所持有的战斗武器，是发动必杀技的重要武器。剑柄的中心呈海蓝宝石色的菱钻形。
甜心性感炸药
夜雾甜心的必杀技。操纵白银花剑在对手身上划出青色D字样的标记，引爆对手。
受到攻击的怪人，身体将膨胀伸缩后被消灭。
甜心战士也同样受到这样的攻击，但并没有被消灭。
甜心飞镖（动画第19集初使用）
与甜心战士同样，是暗杀型的牵制武器。左腿变身环上的方钻变化为两刃回力镖投出，射击对手。

### 黑豹组织
- 黑豹组织的战斗员

黑豹组织干部级成员的手下，均为众多男性构成，手持机枪作战。在人间做出把甜心家烧毁把如月博士强行抓走的残忍之事。被消灭后将化为一堆泡沫消失。
- 黄昏的王子／赛拉王子

（声：速水奖）
用普通人类的身份支撑着甜心的神秘美青年。因为他淡紫色的眼睛总是像黄昏一般，所以甜心将其人命名为“黄昏的王子”。每次与甜心相见时总是送给甜心白百合花，漫画中是送各种不同的花。其实他的真实身份是黑豹索拉所生出的黑豹干部·赛拉王子。剑技比甜心战士要高强得多。初次与甜心战士对战时光随便动动手动动脚便能使甜心战士造成致命的打击。圣罗死后，他再次与甜心战士挑战，直逼到甜心战士二段变身将其击败，此后从人们的欲望中认识到要去追求爱而洗心革面。在去追求爱的旅途中被复活的羚角小姐杀害，最终在不知名的情况下再度出现。漫画中的他并没有死，最终与圣罗成为恋人。
- 羚角小姐

（声：大川千帆）
黑豹组织的大干部。手持有长鞭样的武器战斗。夺取空中元素固定装置的作战计划连连失败。在第13集中，与甜心作战而身负重伤，之后被出现的圣罗与赛拉刺死，与城堡一起沉没在大海中。漫画中是被赛拉所杀，最后又从地狱底重生完成对赛拉的报复后又率领黑豹怪人们袭击甜心。以前在青儿年幼时代的眼前夺走了他的父亲·早见勇人的生命，对青儿来说羚角小姐是他父亲的仇敌。在本作中多次被甜心击倒，但每次都得以复活，貌似她拥有不死的力量。最终决战之际，连续败给甜心，后被意识薄弱的黑豹索拉吸入身体增强力量。第39集中的3年后又以新的形态现身，后被处女甜心一击消灭，漫画番外篇也出现过。印象颜色是黑色。
- 黑豹索拉

（声：渡部留美）
世界的犯罪组织·黑豹组织的统帅，羚角小姐与赛拉王子的生母。由人类的欲望与恶念产生出的有形无形的存在，企图利用空中元素固定装置产生出所有的物质统领整个地球，只要有人类的欲望存在，自己就永远不会被消灭。最终被空中元素固定装置的爱之力解放而被消灭。

#### 黑豹怪人
- 卑鄙甜心

漫画中的登场怪人。由圣罗强烈憎恨与绝望的心产生出来的怪人，企图帮圣罗除掉她所憎恨的人，后被黄昏的王子一击绝命。动画版中的是暗黑豹，最终与圣罗对决，与圣罗一起在火海中同归于尽。

### 其他登场人物
- 如月猛

（声：神谷明）
甜心与圣罗的父亲。曾为黑豹组织而完成发明空中元素固定装置的科学者，他知道黑豹组织不会将此装置用于正途，所以他决定不把空中元素装置交给黑豹，然后烧毁资料带着甜心潜逃出黑豹组织，在人间躲藏起来养育着甜心。故事的开头被黑豹组织所逮捕，后与甜心再次相会。在说出甜心身世的秘密后，为了救女儿圣罗而丧命。原作版里的他并没有牺牲。
- 团兵卫校长

（声：松尾银三）
圣查贝尔学园的校长。是甜心父亲在大学时代认识的朋友，与甜心非常有缘。相貌与身材问题与学生时代完全没有任何改变。
- 米春老师

（声：尾小平志津香）
管理圣查贝尔学园学生生活的指导女教师，也是甜心的监督者。在学园里担任了20年的老教师。
- 亚尔佛德理事长

（声：古川登志夫）
担任圣查贝尔学园的理事长一职，是团兵卫的姐姐。对女学生们非常的友善。她养了一条叫波奇的宠物犬。
- 早见圣罗

（声：平松晶子）
动画版第39集初登场。是青儿与甜心的亲生女儿。是叶月圣罗的转世！？圣罗的戒指是甜心与青儿的结婚戒指。

## 制作人员
- 原作：永井豪（动态企画）
- 漫画：饭坂友佳子
- 各揭載誌：《Ciao》—小学一年生、小学二年生、小学三年生、小学四年生、めばえ、幼稚園。《学習幼稚園》、《別冊可乐可乐漫画》（小学館）
- 制片人：上田めぐみ、太田贤司（朝日电视台） 、矢田晃一（東映工程）、東伊里弥
- 制作担当：松坂一光→目黑宏
- 系列构成：山口亮太
- 脚本：山口亮太、吉田玲子、隅泽克之、十川誠志
- 人物设定：下笠美穂
- 作画監督：伊東美奈子、下笠美穂、清山滋崇、藤田麻理子、杉本道明、北野ヨシヒロ、細山正樹、小山知洋、上野键、加加美高浩、三岛利佳、須田正己、冈村正弘、为我井克美
- 美術设计：鹿野良行
- 美術：鹿野良行、窪田忠雄、橋本和幸、田尻健一、中西英和
- 美術進行：御園博
- 仕上進行：清水洋一
- 音乐：佐桥俊彦
- 編集：吉川泰弘
- 録音：立花康夫
- 効果：今野康之
- 選曲：水野沙也加
- 系列导演：佐佐木宪世
- 現像：東映化学
- 演出：佐佐木宪世、角銅博之、小坂春女、細田雅弘、遠藤勇二、芝田浩樹、五十嵐卓哉、冰室文月、まつもとただお
- 製作協力：東映
- 製作：朝日电视台、東映、東映動画（社名题字变更在第37話～第39話为「東映アニメーション」的表記）

## 主题歌
片头曲
《甜心战士》
作词：クロードQ 作曲：渡边岳夫 编曲：龟山耕一郎 歌：SALIA
CD音源的全版本为了没唱第三段，以第二段结束只有1分58秒。
片尾曲
《能哭得那样难过，不过…》
作词：冈本真夜 作曲：冈本真夜 编曲：十川知司 歌：冈本真夜
与TV版本的曲子构成不同，用第二段的歌词唱了一部分而结束。

## 剧场版
- 劇場版 甜心战士F 「偷偷靠近传说蝴蝶的魔手！使用爱与正义之剑作战、甜心!!」
  - 1997年夏季于东映动画博览会首期公开放映、是与本作同名的劇場电影版。

一般认为本电影的故事是讲述学校放暑假时的事情。主要登场人物为TV动画命运篇中所登场的。
片中怪人将甜心战士打得快濒临死亡之际，甜心战士变得可以使用治愈能力治疗自己的伤势了。

## 既刊一览
本作漫画全部由日本小学馆出版发行。以下标题均为台湾版的正式翻译，中国大陆出现了以台湾版为蓝本而翻版的64K规格的漫画及四拼一合订本的漫画。
- 《甜心战士F》（全4卷）

- 《甜心战士F》 ①卷 ISBN 978-4-09-137181-2

Vol.1 华丽的七变身！甜心战士出场
Vol.2 蓝色兰花散发危险香味
Vol.3 白百合的纯情·心跳的恋曲
Vol.4 大发现！甜心战士的真实身份是！？
学园篇 怪盗出场 狙击甜心！？
学年誌記事 Part1
学年誌記事 Part2
- 《甜心战士F》 ②卷 ISBN 978-4-09-137182-9

Vol.5 谜样的女战士 夜雾甜心登场！
Vol.6 海边的决斗 海边的沙滩排球对决！
Vol.7 冲击的甜心 黄昏的王子的真面目是！？
学园篇 鬼屋的恐怖！？
学年誌記事 Part3
学年誌記事 Part4
学年誌記事 Part5
学年誌記事 Part6
- 《甜心战士F》 ③卷 ISBN 978-4-09-137183-6

Vol.8 激斗！强敌羚角小姐
Vol.9 悲哀的圣罗！一切明朗化的秘密
Vol.10 邪恶的影子！卑鄙甜心的陷阱
Vol.11 一切为了爱！甜心愤怒的变身
学园篇 王子的可爱生活
学年誌記事 Part7
学年誌記事 Part8
- 《甜心战士F》 ④卷 ISBN 978-4-09-137184-3

Vol.12 新的变身！爱的战士处女甜心
Vol.13 最终决战！甜心VS.黑豹索拉
最終回 再见，甜心战士！永远的爱之光
学园篇 甜心最长的一夜
番外篇 羚角小姐复活！？
学年誌記事 Part9
学年誌記事 Part10
学年誌記事 Part11
学年誌記事 Part12